# Australian Open 1982
L'Australian Open 1982 è stata la 71ª edizione dell'Australian Open e ultima prova stagionale dello Slam per il 1982. Si è disputato dal 29 novembre al 13 dicembre 1982 sui campi in erba del Kooyong Stadium di Melbourne in Australia. Il doppio misto non si è disputato.

## Risultati

### Singolare maschile
Johan Kriek ha battuto in finale  Steve Denton con il punteggio di 6–3, 6–3, 6–2

### Singolare femminile
Chris Evert ha battuto in finale  Martina Navrátilová con il punteggio di 6–3, 2–6, 6–3

### Doppio maschile
John Alexander /  John Fitzgerald hanno battuto in finale  Andy Andrews /  John Sadri con il punteggio di 6–4, 7–6

### Doppio femminile
Martina Navrátilová /  Pam Shriver hanno battuto in finale  Claudia Kohde Kilsch /  Eva Pfaff con il punteggio di 6–4, 6–2

### Doppio misto
Il doppio misto non è stato disputato tra il 1970 e il 1985.

## Junior

### Singolare ragazzi
Mark Kratzmann ha sconfitto  Simon Youl con il punteggio di 6–3, 7–5

### Singolare ragazze
Amanda Brown ha sconfitto  Pascale Paradis con il punteggio di 6–3, 6–4

### Doppio ragazzi
Torneo iniziato nel 1983.

### Doppio ragazze
Torneo iniziato nel 1983.